# Sloanea clemensiae
Sloanea clemensiae är en tvåhjärtbladig växtart som beskrevs av Albert Charles Smith. Sloanea clemensiae ingår i släktet Sloanea och familjen Elaeocarpaceae. Inga underarter finns listade i Catalogue of Life.